# Коричник шелковистый
Коричник шелковистый (лат. Cinnamomum sericeum) — вечнозелёное дерево, вид рода Коричник (Cinnamomum) семейства Лавровые (Lauraceae).

## Распространение и экология
В природе ареал вида охватывает Японию. В России на Черноморском побережье Кавказа введен в конце XIX века.
Растёт медленно, особенно на тяжелых глинистых почвах, лучше развивается на аллювиальных и рыхлых краснозёмных.

## Ботаническое описание
Вечнозелёное дерево высотой до 8 м, в культуре часто растёт кустообразно. Кора светло- или тёмно-серая, гладкая. Веточки угловатые, с шелковистым опушением.
Листья очерёдные, реже супротивные, овальные или обратнояйцевидные, на вершине округлые или тупые, длиной 3—6 см, шириной 2—3,5 см, жёсткие, кожистые, сверху блестяще-тёмно-зелёные, снизу с густым шелковистым опушением, с 3 жилками, на черешках длиной 7—10 мм.
Цветки мелкие, в пазушных компактных метельчатых или зонтиковидных соцветиях на удлинённых цветоносах, покрытых шелковистыми волосками.
Плоды овальные, чёрные, длиной около 1 см, погружённые основанием в чашевидно разросшуюся трубочку околоцветника. Семя овальное. В 1 кг содержится 6—7 тысяч семян; 1 тысяча семян весит 140—160 г.
Цветение с середины мая до середины июля. Плодоношение в октябре — ноябре.

## Таксономия
Вид Коричник шелковистый входит в род Коричник (Cinnamomum) семейства Лавровые (Lauraceae) порядка Лавроцветные (Laurales).
|  |                                      |  |                                                             |                                                             |                    |  | ещё 6 семейств (согласно Системе APG II) | ещё 6 семейств (согласно Системе APG II) |                          |  |  |  | свыше 300 видов |
|  |                                      |  |                                                             |                                                             |                    |  | ещё 6 семейств (согласно Системе APG II) | ещё 6 семейств (согласно Системе APG II) |                          |  |  |  | свыше 300 видов |
|  |                                      |  |                                                             | порядок Лавроцветные                                        |                    |  |                                          |                                          | род Коричник             |  |  |  |                 |
|  |                                      |  |                                                             | порядок Лавроцветные                                        |                    |  |                                          |                                          | род Коричник             |  |  |  |                 |
|  | отдел Цветковые, или Покрытосеменные |  |                                                             |                                                             | семейство Лавровые |  |                                          |                                          | вид Коричник шелковистый |  |  |  |                 |
|  | отдел Цветковые, или Покрытосеменные |  |                                                             |                                                             | семейство Лавровые |  |                                          |                                          |                          |  |  |  |                 |
|  |                                      |  | ещё 44 порядка цветковых растений (согласно Системе APG II) | ещё 44 порядка цветковых растений (согласно Системе APG II) |                    |  |                                          | ещё около 55 родов                       | ещё около 55 родов       |  |  |  |                 |
|  |                                      |  |                                                             | ещё 44 порядка цветковых растений (согласно Системе APG II) |                    |  |                                          |                                          | ещё около 55 родов       |  |  |  |                 |